# Guerre des Six Jours
Pour les articles homonymes, voir Guerre des Six Jours (homonymie).
Conflit israélo-arabe
Batailles
- Émeutes de Jérusalem (1920)
- Émeutes de Jaffa (1921)
- Massacre d'Hébron (1929)
- Grande Révolte arabe (1936-1939)
- Guerre civile (1947-1948)

- Guerre israélo-arabe de 1948
- Guerre israélo-arabe (1948-1949)
- Guerre des Six Jours (1967)
- Opération Colère de Dieu (1972-1992)

- Crise du canal de Suez (1956-1957)
- Guerre d'usure (1967-1970)
- Guerre du Kippour (1973)
- Attaque contre un poste-frontière (2012)

- Première guerre du Liban (1975-1990)
- Opération Litani (1978)
- Intervention israélienne au Liban (1982)
- Opération Raisins de la Colère (1996)
- Deuxième guerre du Liban (2006)

- Première intifada (1987-1993)
- Seconde intifada (2000-2005)
- Opération Arc-en-ciel (2004)
- Opération Jours de pénitence (2004)
- Opération Pluies d'été (2006)
- Blocus de la bande de Gaza (2007)
- Guerre de Gaza (2008-2009)
- Abordage de la flottille pour Gaza (2010)
- Confrontation israélo-palestinienne (2011)
- Guerre de Gaza (2012)
- Guerre de Gaza (2014)
- Regain de violence (2015-2017)
- Marche du retour (2018-2019)
- Crise israélo-palestinienne (2021)
- Guerre à Gaza (2023)

- Massacre de Munich (1972)
- Massacre de Sabra et Chatila (1982)

La guerre des Six Jours s'est déroulée du lundi 5 au samedi 10 juin 1967 et a opposé Israël à l'Égypte, la Syrie, l’Irak, et la Jordanie.
Les tensions au Proche-Orient s’intensifient au printemps 1967. Des affrontements frontaliers entre Israël et la Syrie, ainsi que des opérations de commandos palestiniens en territoire israélien, créent un climat d’instabilité croissante.
Dans ce contexte, l’Égypte prend une série de mesures militaires : retrait des forces onusiennes stationnées dans le Sinaï, fermeture du détroit de Tiran à la navigation israélienne (principal accès maritime au port d’Eilat), et déploiement de dizaines de milliers de soldats égyptiens à la frontière israélienne. Ces actions s’accompagnent de déclarations hostiles du président égyptien Gamal Abdel Nasser, affirmant publiquement sa volonté de mettre fin à la présence d’Israël dans la région, notamment lors de son discours du 26 mai 1967, où il déclare : « Notre objectif fondamental sera la destruction d’Israël. » 
Toutefois, certains historiens soulignent également que les tensions ont été exacerbées par une série de démonstrations de force israéliennes précédentes, notamment des survols du territoire syrien, des opérations militaires contre les fedayins, et une rhétorique offensive de la part de hauts responsables israéliens.
Ces éléments ont contribué à accroître la perception d’une confrontation imminente dans les deux camps.

Ces événements s’inscrivent dans une dynamique plus large d’alliances militaires entre pays arabes et d’un encerclement progressif d’Israël, accompagné de discours appelant à sa destruction. Dans ce climat de menace imminente, jugée existentielle par ses dirigeants, Israël lance le 5 juin une attaque « préventive » contre l’armée égyptienne dans le Sinaï.
La légalité de cette action préventive continue de faire débat dans les milieux juridiques internationaux.
Le soir de la première journée de guerre, la moitié de l'aviation arabe était détruite au sol ; le soir du sixième jour, les armées égyptiennes, syriennes et jordaniennes étaient défaites. Les chars de l'armée israélienne prirent l'ascendant sur leurs adversaires. En moins d'une semaine, l'Égypte perdit la bande de Gaza et la péninsule du Sinaï, la Syrie fut amputée du plateau du Golan et la Jordanie de la Cisjordanie et de Jérusalem-Est. Israël prit le contrôle de la vieille ville de Jérusalem.
La victoire d'Israël l'a placé au rang de puissance militaire au Moyen-Orient.
Les résultats de cette guerre, épisode du conflit israélo-arabe, influencent encore aujourd'hui la géopolitique de la région. Si Israël s'est depuis retiré d'un de ces territoires occupés, à savoir le Sinaï, deux autres ont été annexés, Jérusalem-Est et le plateau du Golan, — deux actes non reconnus par la communauté internationale — une grande partie de la Cisjordanie est toujours occupée, et la bande de Gaza était depuis 2005 sous embargo maritime, terrestre et aérien jusqu'au début de la guerre entre Israël et le Hamas d'octobre 2023 à aujourd'hui. Ces territoires annexés sont considérés comme une occupation illégale selon le droit international.

## Résumé
Le 16 mai 1967, l'Égypte déclare l'état d'alerte, procède à d'importants mouvements de troupes dans le désert du Sinaï et exige le départ des forces de maintien de l'ordre de l'Organisation des Nations unies (ONU) qui s'y trouvent depuis 1957. Elle impose aussi le blocus du détroit de Tiran qui donne accès à la mer Rouge, via le golfe d'Aqaba, aux navires israéliens. Israël rappelle que le blocus constitue un acte de guerre en violation du droit international. Face à ce blocus, aux propos belliqueux de dirigeants arabes et à la mobilisation des armées arabes, Israël décide de lancer une attaque préventive aérienne et terrestre le 5 juin 1967 contre l'Égypte au sud. Israël demande par voie diplomatique à la Jordanie de rester neutre, mais celle-ci attaque Israël dès le premier jour,. À la suite du succès éclair dans le Sinaï, Israël lance une contre-attaque contre la Jordanie puis le 9 juin contre la Syrie sur le plateau du Golan.

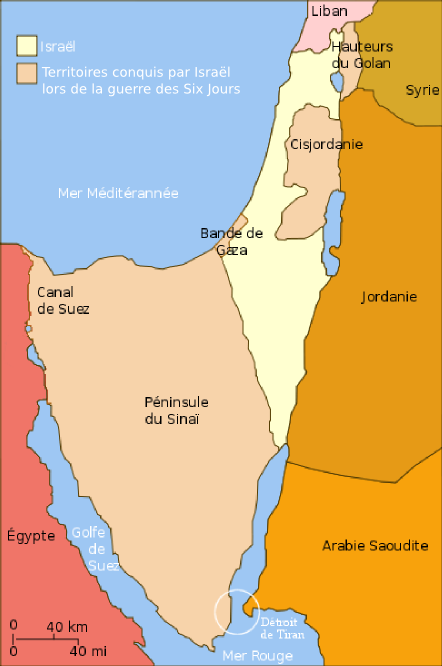
Territoires conquis puis occupés par Israël à l'issue de la guerre des Six Jours.

Après six jours de combats, de nouvelles lignes de cessez-le-feu remplacent les anciennes, la Cisjordanie, la péninsule du Sinaï, la bande de Gaza et le plateau du Golan passant sous contrôle israélien (voir Territoires occupés). La navigation des navires israéliens par le détroit de Tiran est désormais assurée et Jérusalem, qui était divisée entre Israël et la Jordanie depuis 1949, est réunifiée sous contrôle israélien.
À l'issue de la guerre des Six Jours, le Conseil de sécurité des Nations unies adopte la résolution 242 (1967) qui réclame la fin immédiate de l'occupation militaire. Cette résolution, fréquemment invoquée depuis dans les négociations de paix au Proche-Orient, reste encore inappliquée. Elle ne précise pas comment devraient être restitués les territoires dont elle demande l'évacuation par Israël, les territoires aujourd'hui dits « palestiniens » étant avant 1967 sous contrôle jordanien ou égyptien.

## Contexte (1956-1967)
La précédente guerre israélo-arabe de 1956 lors de la crise du canal de Suez s'était soldée par une défaite militaire, mais une victoire politique capitale pour l'Égypte. À la suite du renoncement des États-Unis et du Royaume-Uni à soutenir financièrement la construction du barrage d'Assouan, le président égyptien, Gamal Abdel Nasser, avait nationalisé le canal de Suez en 1956. La France et le Royaume-Uni avaient alors soutenu ensemble une attaque israélienne dans le Sinaï jusqu'au canal de Suez. Mais la condamnation fut unanime dans le monde. Les États-Unis, l'Union soviétique et l'ONU s'accordèrent sur le retrait israélien et l'URSS menaça même Paris et Londres d'une frappe nucléaire.
Durant la période menant à la guerre, les attaques des fedayin palestiniens et les contre-attaques israéliennes augmentent les tensions interfrontalières.
Le succès de Nasser avait donc été d'obtenir cette pression diplomatique des États-Unis et de l'Union soviétique pour pousser Israël à se retirer de la totalité du Sinaï. En échange, Israël obtint le maintien de Casques bleus de l'ONU dans le Sinaï pour veiller à garder cette frontière démilitarisée. L'Égypte avait également accepté de mettre un terme à la guérilla menée sur le sol israélien. Ainsi, la frontière israélo-égyptienne put connaître une période de calme sans précédent depuis 1948.
Aucun pays arabe n'avait pourtant reconnu l'existence de l'État d'Israël, mais la région était dans un équilibre incertain depuis 1956, maintenu davantage par la compétition entre Égypte, Syrie et Jordanie que par une résolution réelle des problèmes. En pleine guerre froide, l'Égypte et la Syrie étaient désormais alliées à l'URSS de Nikita Khrouchtchev et au bloc de l'Est tandis que la Jordanie était soutenue par les Britanniques.
Plusieurs années après le conflit, Israël construisit un réseau de transport de l'eau en puisant dans les eaux du lac de Tibériade. En réponse, la Syrie initia un plan de dérivation des sources du Jourdain des eaux de certaines rivières (Dan/Baniyas) afin qu'elles n'alimentent plus le lac. Des attaques à l'artillerie lourde, depuis les hauteurs du Golan, se répétèrent aussi contre les civils israéliens du Nord-Est de la Galilée. Avec le bombardement des voies et le détournement de l'eau en 1964, la frontière israélo-syrienne resta le théâtre de tensions permanentes.
En 1966, l'Égypte et la Syrie signèrent une alliance militaire qui les engageait réciproquement dans le cas d'une guerre impliquant l'un des deux pays. Le 7 avril 1967, un incident mineur à la frontière israélo-syrienne se transforma rapidement en une bataille aérienne de grande échelle au-dessus du Golan. Le résultat fut la destruction de sept MiG-21 syriens et le survol menaçant des avions de l'armée israélienne au-dessus de Damas. Les incidents frontaliers se multiplièrent et nombre de dirigeants arabes politiques et militaires appelèrent à la fin des représailles israéliennes. En Égypte, Nasser, toujours en quête d'une position centrale dans le monde arabe, surenchérit par la déclaration selon laquelle il prévoyait de remilitariser le Sinaï. La Syrie encouragea l'Égypte dans ce sens, mais ne se prépara pas immédiatement à l'éventualité d'un nouveau conflit. L'Union soviétique soutint les besoins militaires des pays arabes. On apprit plus tard qu'un rapport soviétique du 13 mai avait prétendu que les troupes israéliennes se regroupaient le long de la frontière syrienne alors qu'il n'en était rien.

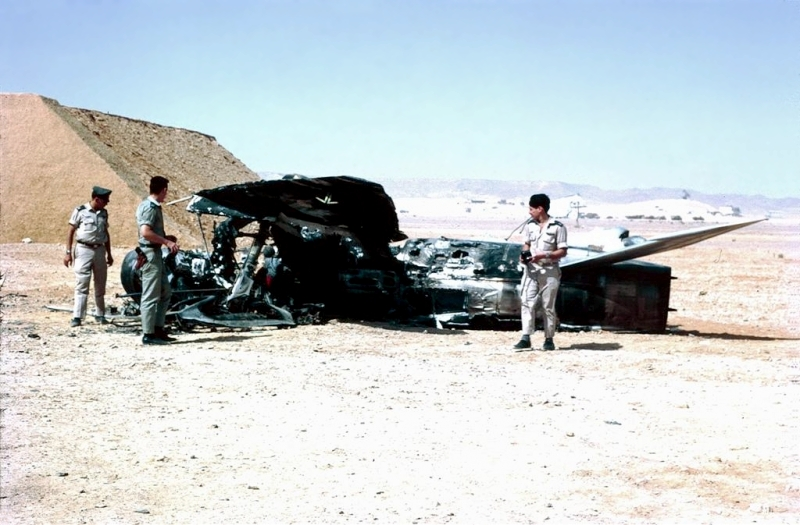
Les troupes israéliennes ont détruit un avion de surveillance arabe.

En mai 1967, Nasser massa les troupes égyptiennes dans le Sinaï et le 17 mai, il exigea le retrait des forces d'interposition de l'ONU du Sinaï et le secrétaire général de l'ONU, U Thant, suivit cette requête. L'ONU demanda à déplacer ses troupes sur le territoire israélien, mais Israël refusa ce redéploiement qui aurait constitué une brèche dans l'accord de cessez-le-feu précédent. Nasser concentra des troupes et des chars d'assaut sur la frontière avec Israël. Le 23 mai, l'Égypte bloqua l'accès au détroit de Tiran aux navires israéliens (route du sud essentielle à l'approvisionnement des Israéliens en pétrole et blocus du port d'Eilat), ce qui était sans précédent depuis les accords internationaux sur les droits de passage dans le détroit, signés en 1957 par 17 puissances maritimes. Israël considéra cela comme un casus belli. La tension dans la région glissait d'un relatif statu quo vers une guerre régionale. Un début de panique s'empare de la population israélienne qui redoute un nouvel holocauste.
Les quelques réticences à entrer en guerre du roi Hussein qui craignait le panarabisme de Nasser furent vite effacées par les nombreux partisans de la guerre en Jordanie. Le 30 mai, l'Égypte signait avec la Jordanie un traité de défense mutuelle, qui s'ajoutait à l'alliance militaire déjà en place avec la Syrie. Le président Nasser déclara : « Notre objectif sera la destruction d'Israël. Le peuple arabe veut se battre. » Plusieurs jours plus tard, les forces jordaniennes étaient commandées par un général égyptien. Israël appela de nombreuses fois la Jordanie à éviter les hostilités, mais Hussein était face à un dilemme : partir en guerre et risquer le contrecoup d'une réponse israélienne, ou bien rester neutre et risquer une insurrection en Jordanie.
Le gouvernement d'Israël était soucieux de savoir si la Jordanie serait impliquée dans le conflit pressenti, car une attaque depuis la Cisjordanie (sous contrôle jordanien depuis 1949) aurait pu couper le pays en deux très rapidement. Toutefois, l'armée jordanienne ne semblait pas capable d'une telle manœuvre et la Jordanie avait plutôt jusque-là été le terrain d'opérations menées par les autres pays arabes. De plus, plusieurs états éloignés commencèrent à mobiliser leurs armées, notamment l'Irak, le Soudan, le Koweït et l'Algérie.
En Israël, certains voyaient, dans l'éventualité d'un nouveau conflit, une occasion d'assurer l'intégrité du pays en établissant des zones tampons. Selon le journaliste Mike Shuster, Israël « était encerclé par des États arabes décidés à le détruire. L'Égypte était dirigée par Gamal Abdel Nasser, un nationaliste provocateur dont l'armée était la plus puissante des pays arabes du Moyen-Orient. La Syrie était gouvernée par le radical Parti Baas qui préparait en permanence des menaces pour pousser Israël à la mer ». L'élite israélienne, dans la situation de blocus du détroit au sud et de mobilisation égyptienne dans le Sinaï et étant donné l'état d'embourbement des États-Unis au Viêt Nam, jugea que, si des dispositions militaires pouvaient apparaître non souhaitables, elles pourraient néanmoins être nécessaires.
Dans le camp égyptien, Nasser, fort du soutien syrien et du contrôle militaire des forces jordaniennes que lui attribuait l'alliance signée le 30 mai, se faisait la même réflexion. Il estimait qu'Israël se soucierait de l'opinion publique internationale et n'attaquerait donc pas en premier. En même temps, le blocus du détroit du sud fragilisait de plus en plus l'économie et l'armée israéliennes, et Nasser estimait que son armée pourrait facilement repousser une première attaque déclenchée par les Israéliens, puis aurait suffisamment de forces pour couper Israël en deux. Certains de ses commandants pensaient le contraire, sachant qu'un tiers des troupes égyptiennes était impliqué dans la guerre civile au Yémen et que les moyens de communication et de ravitaillement égyptiens n'étaient pas en bon état. Nasser continua néanmoins à augmenter le niveau de mobilisation en Égypte, en Syrie et en Jordanie pour mettre Israël sous pression.
Israël tenta d'empêcher le blocage du détroit par des voies diplomatiques. Notamment, elle se tourna vers les États-Unis et le Royaume-Uni qui avaient garanti en 1957 qu'ils seraient capables d'ouvrir le détroit de Tiran si besoin était. Elle se tourna même vers le général de Gaulle qui avait déclaré que « 1967 n'est pas 1957 », dans le cadre de la nouvelle politique arabe de la France. Les Israéliens dénoncèrent le blocus comme étant une action correspondant aux critères internationaux d'acte de guerre. Alors que des négociations étaient toujours en cours pour la réouverture du détroit, Israël attaqua ses voisins par surprise. D'après Dean Rusk, secrétaire d'État américain entre 1961 et 1969 : « Nous n'avons peut-être pas réussi à obtenir la réouverture du détroit par l'Égypte, mais c'était une réelle possibilité ». Les négociations étaient toujours en cours lorsque les Israéliens ont lancé l'offensive surprise. Ils ont attaqué un lundi, sachant que le mercredi, le vice-président égyptien arriverait à Washington pour parler de la réouverture du détroit de Tiran.
D'après l'historien israélien Michael Oren, ce fut la première fois que le « téléphone rouge » liant la Maison-Blanche au Kremlin fut utilisé pendant la guerre froide. Le 26 mai, le ministre israélien des Affaires étrangères, Abba Eban, se rendit à Washington pour connaître la position du gouvernement américain dans l'éventualité d'une guerre. À peine arrivé, il lui fut secrètement annoncé par le gouvernement israélien que des informations révélant le plan d'une attaque syro-égyptienne dans les 48 prochaines heures avaient été obtenues. Eban en informa le président Johnson et ses conseillers, qui le renvoyèrent en précisant que les positions égyptiennes dans le Sinaï n'étaient que défensives et que les services d'espionnage américains n'avaient pas reçu d'informations corroborant l'annonce de cette opération. Toutefois, Johnson entra en contact avec Alexeï Kossyguine au Kremlin pour demander à l'URSS d'empêcher ses protégés du Proche-Orient d'attaquer Israël pour éviter une crise mondiale. L'ambassadeur soviétique au Caire, Dimitri Pojidaev, lut une lettre de Kossyguine à Nasser qui le prévenait qu'en cas d'attaque dans les 48 heures, l'URSS ne le soutiendrait pas. Le ministre égyptien de la Défense, Abdel Hakim Amer, annonça alors au général Mahmud Sidqi (en) que l'opération était annulée.
Les dirigeants israéliens décidèrent qu'en l'absence de réaction américaine et de l'ONU, Israël se devait d'agir. Le 1er juin, Moshe Dayan fut nommé ministre de la Défense d'Israël. Le 3 juin, le cabinet du président américain Johnson fit un constat ambigu : Israël continue ses plans de guerre.
Selon Shlomo Gazit (en), la confiance des dirigeants israéliens aurait été confortée par le fait qu'en 1965, le roi du Maroc, Hassan II, avait fait enregistrer au profit du Mossad et du Shin Bet les travaux d’une réunion secrète des dirigeants arabes destinée à évaluer leurs capacités militaires, enregistrements qui montraient l'impréparation de l'armée égyptienne. Les enregistrements ont été transmis à une équipe composée du Mossad et du Shin Bet et dont le nom était « Oiseaux ». Toujours selon Shlomo Gazit : « Ces enregistrements, qui étaient vraiment une réussite extraordinaire des renseignements, nous ont encore montré que d'une part, les états arabes se dirigeaient vers un conflit auquel nous devions nous préparer. D'autre part, leurs divagations sur l'unité arabe et l’existence d'un front uni contre Israël ne reflétaient pas l'unanimité réelle entre eux ». Il continua en disant « Nous savions à quel point ils étaient peu préparés à la guerre. Nous avons conclu que le Corps des blindés égyptiens était dans un état pitoyable et qu'il n'était pas prêt au combat ». L'attaque israélienne contre l'Égypte survint le 5 juin et alors démarra une guerre-éclair.
Invité par Ezer Weizman, l'As français de la Bataille d'Angleterre, Pierre Clostermann, confident du général de Gaulle, assista à l'assaut du 5 juin dans le QG du Chel Ha'Avir. En milieu de journée il sera également présent au Conseil des ministres, Shimon Peres souhaitant s'entretenir avec lui sur la position française, de même que Ben Gourion qu'il rencontrera à son domicile le 8 juin.

## La guerre

### Front égyptien

#### L'attaque d'Israël

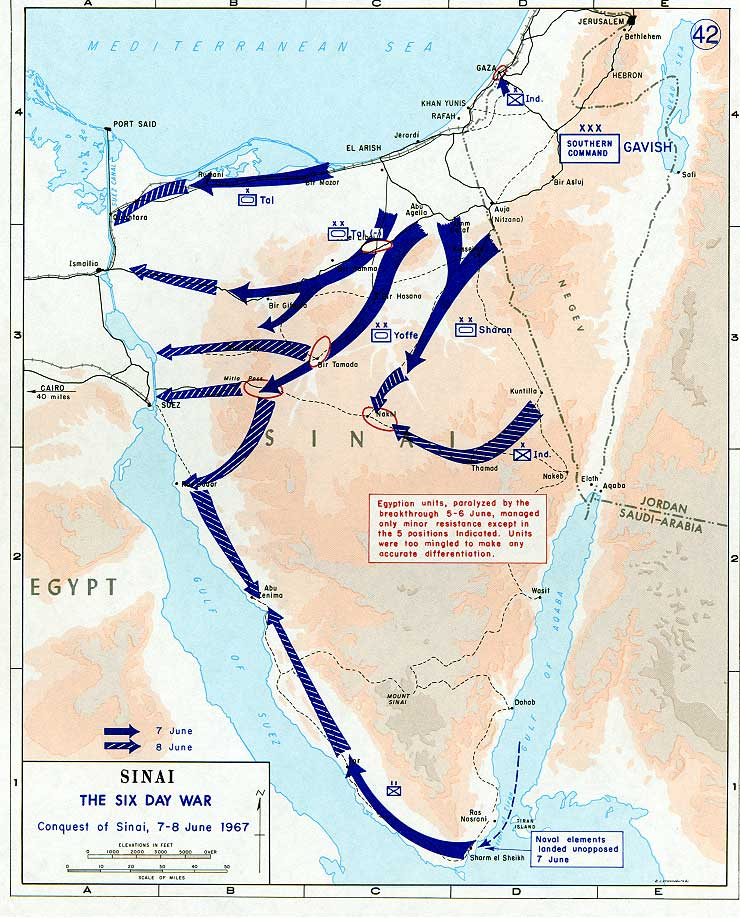
La conquête du Sinaï.

La plus grande force aérienne des armées arabes est en Égypte. Leurs avions sont tous récents et de conception soviétique. Ils possèdent également 45 bombardiers moyens Tu-16 capables d'attaquer des cibles civiles ou militaires israéliennes. Toutefois, les infrastructures défensives égyptiennes sont relativement faibles et ils ne disposent pas non plus de bunkers pour protéger leur aviation en cas d'attaque.
Le lundi 5 juin 1967 à 7 h 45, survolant la Méditerranée à très basse altitude pour éviter les radars, l'aviation israélienne attaque l'Égypte où la plupart des avions de chasse et leurs pilotes sont comme à leur habitude au sol après leur première patrouille de la matinée comme les services secrets israéliens l'avaient observé. La totalité de l'aviation israélienne est engagée tandis que seuls 12 intercepteurs sont gardés en réserve pour protéger l'espace aérien israélien. En 500 sorties, Israël détruit 309 des 340 avions militaires égyptiens. Cela représente un succès au-delà des espérances des stratèges israéliens, qui avaient élaboré ce plan depuis longtemps. Les pertes israéliennes sont de 19 appareils, pour des causes techniques principalement. Cela a pour conséquence une supériorité aérienne totale de l'aviation israélienne durant tout le conflit, supériorité dont dépendit en grande partie la victoire écrasante d'Israël.

#### La situation en Égypte et en Israël au soir du premier jour
L'Égypte vit depuis longtemps sous la censure et la propagande pour mobiliser l'opinion arabe. Au soir du premier jour, alors que la situation des troupes égyptiennes est catastrophique, la radio diffuse l'annonce de grandes victoires et insiste sur le fait que des avions israéliens ont été abattus. Le peuple est en fête, surtout au Caire où les gens descendent dans les rues fêter une victoire qu'ils croient acquise. Alors que l'armée israélienne progresse, les généraux égyptiens préfèrent dissimuler le délitement de l'armée égyptienne à Nasser : lorsqu'il l'apprend, celui-ci est effondré. En Israël, la radio israélienne diffuse seulement l'annonce du début des combats, sans indiquer les vainqueurs. La seule chaîne de télévision captée en Israël étant égyptienne, la population croit à un désastre.

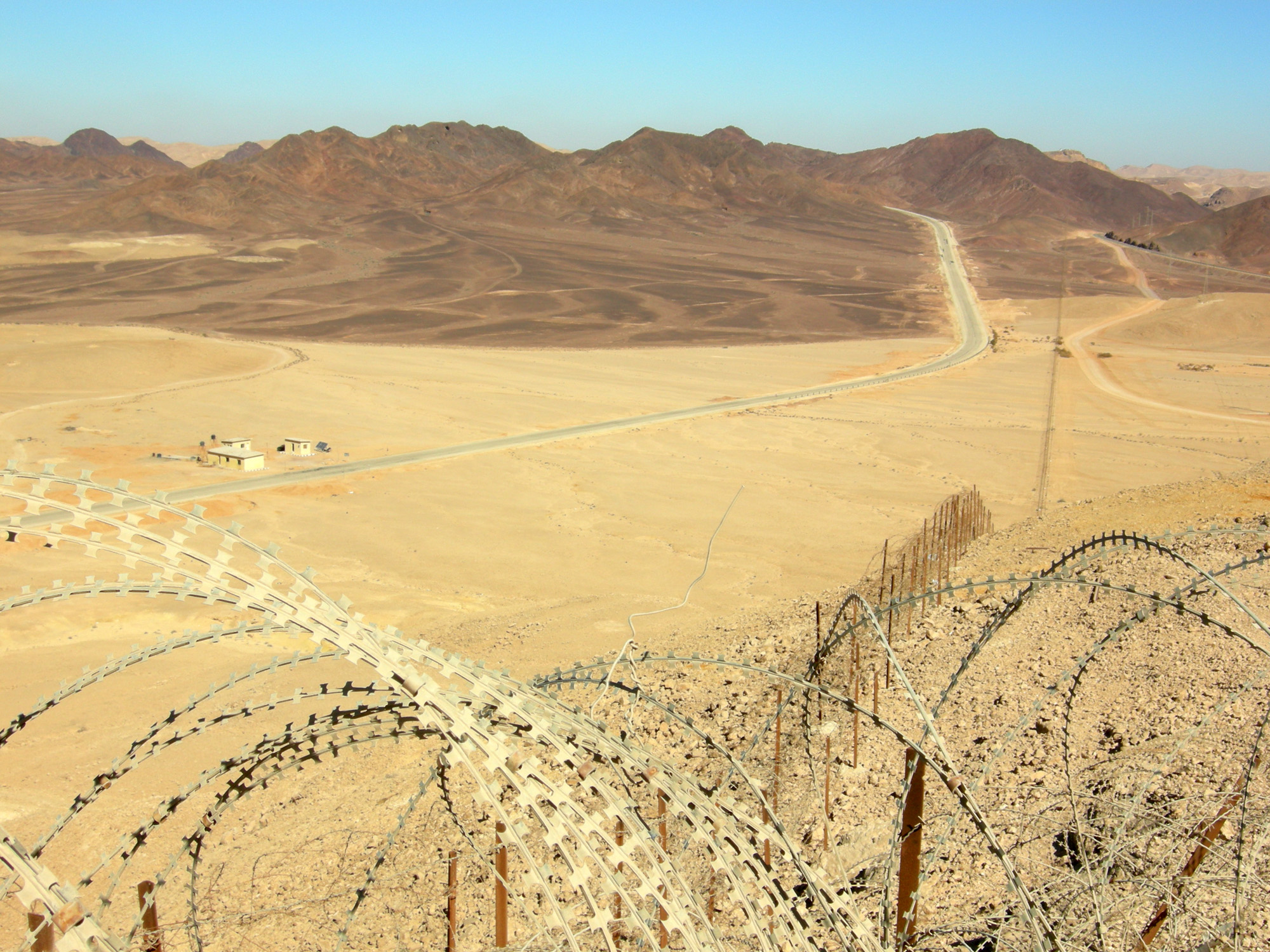
La frontière entre l'Égypte et Israël aux environs d'Eilat, en 2008.

#### Bande de Gaza et péninsule du Sinaï
Bénéficiant de l'avantage acquis par l'aviation et seulement quelques minutes après le début de l'attaque aérienne, les 70 000 hommes et 700 blindés de l'armée de terre israélienne attaquent les forces égyptiennes stationnées dans le Sinaï. Privées de soutien aérien, celles-ci ne sont pas capables de faire face. De plus, les officiers supérieurs égyptiens ne peuvent coordonner une retraite en ordre qui devient rapidement une débandade. Les jours suivants, l'armée israélienne conquiert facilement le désert du Sinaï.
Le 8 juin, l'Égypte accepte le cessez-le-feu. 15 000 Égyptiens furent tués ou blessés, 5 000 furent faits prisonniers ainsi que 500 officiers durant les quatre jours de combats. 80 % de la puissance militaire égyptienne était mise hors de combat. Les pertes israéliennes étaient de 300 tués et 1 000 blessés environ.

### Front jordanien

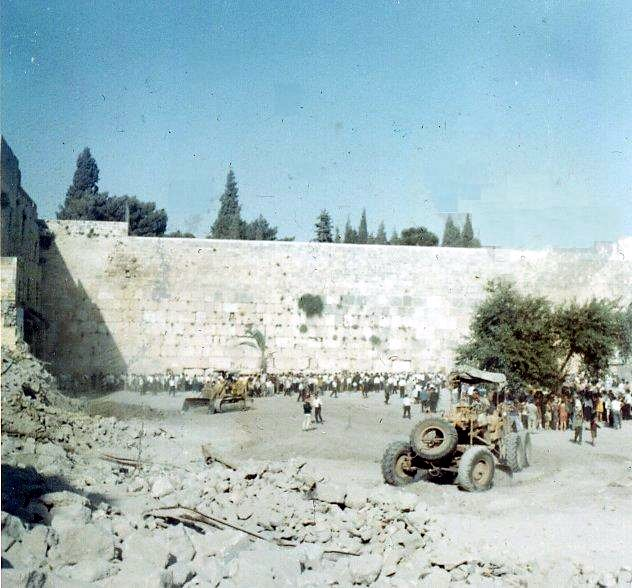
Suite de la guerre : dégagement par les Israéliens de l'esplanade devant le mur des Lamentations à Jérusalem en juillet 1967.

Israël appelle la Jordanie à rester en dehors de la guerre à travers des voies diplomatiques (dont par le biais des Nations unies). La Jordanie ne déclare pas la guerre, mais engage les hostilités le 5 juin à 9 h 30 en tirant à travers la ligne d'armistice de 1949, en bombardant Israël, en capturant le quartier général des Nations unies à Jérusalem et en encerclant les positions israéliennes sur le mont Scopus. La Jordanie lance aussi une attaque aérienne avec 16 Hawker Hunter.
Le premier jour de guerre est un désastre pour l'armée égyptienne, mais la radio diffuse des annonces de victoire. Au contraire, les communiqués de l'armée israélienne disent seulement que des combats ont été engagés. Israël brouillant les communications, le roi Hussein de Jordanie tout comme le général (égyptien) de ses armées auraient donc cru à la victoire de l'Égypte.
Le ministre de la Défense israélien Moshe Dayan, au vu de la facilité qu'avaient ses troupes au Sinaï, rappelle des forces à Jérusalem. L'aviation israélienne détruit celle de la Jordanie, tandis que les parachutistes israéliens encerclent puis prennent le contrôle de tout Jérusalem et de toute la rive occidentale du Jourdain le mercredi 7 juin. Dans le calendrier hébraïque, cette date correspond au 28 Iyar 5727, jour où sera désormais célébré chaque année le Jour de Jérusalem.
Le cessez-le-feu israélo-jordanien prend effet le 7 juin au soir.

### Front syrien

Historique de la frontière sur le plateau du Golan.

Jusqu'au vendredi 9 juin, les combats sur la frontière syro-israélienne sont limités à des bombardements syriens. Mais le 9 juin, après avoir intercepté un télégramme qui le convainc que les Soviétiques n'ont pas l'intention d'intervenir, Moshe Dayan décide de lancer l'armée israélienne à la conquête du plateau du Golan. Ce plateau représente une hauteur stratégique importante pour Israël. La Syrie étant un allié de l'Union soviétique, l'armée israélienne n'a que quelques heures pour avancer avant de se voir imposer un cessez-le-feu par l'URSS et les États-Unis.
Les combats du 9 juin donnent des résultats mitigés : les Syriens perdent en fin d'après-midi leurs positions avancées, mais la pénétration israélienne reste limitée. Le 10 juin, l'état-major syrien, craignant un mouvement de contournement israélien à travers la plaine de la Bekaa au Liban, ordonne le retrait de ses troupes du Golan pour construire une ligne de défense autour de Damas. L'armée israélienne s'engouffre alors dans l'espace libéré et la confusion s'installe côté syrien où l'on voit par exemple la radio annoncer vers 8 h 45 la chute de Quneitra alors que les premières troupes israéliennes n'atteindront la ville que dans l'après-midi.
Face à l'évolution de la situation, Léonid Brejnev (dirigeant de l'URSS) menace les États-Unis d'intervenir militairement de façon directe et les deux super puissances imposent un cessez-le-feu à la Syrie et à Israël qui prendra effet le samedi 10 juin au soir, mettant fin à la guerre des Six Jours.
Durant les combats, les Syriens subissent 2 500 tués, 5 000 blessés et 591 prisonniers. Les Israéliens ont à déplorer 127 tués et 600 blessés.
Après la conquête du Golan, Israël expulse les populations civiles qui n’avaient pas fui, à l'exception des quelques milliers de Druzes. Selon diverses estimations, entre 115 000 et 120 000 Syriens du Golan ont dû fuir. Dans la foulée, une centaine de villages sont rasés par l'armée israélienne. Le territoire est annexé en 1980 par l’État israélien, ce qui a été condamné par les Nations unies qui ont souligné « l’inadmissibilité de l’acquisition des territoires par la guerre »,.

## Batailles en mer et dans les airs
Le 6 juin 1967, un bombardier irakien, un Tupolev Tu-16, parvient à lâcher plusieurs bombes de plusieurs tonnes sur la ville de Netanya. La ville semble avoir été confondue avec Tel Aviv et l'avion avait été confondu par les radars israéliens comme étant un avion israélien de retour à la base. Celui-ci est abattu après avoir effectué son bombardement.
Le 8 juin 1967, l'aviation et la marine israéliennes attaquent par erreur l'USS Liberty, navire américain spécialisé dans la collecte de renseignements.

## Conclusion des hostilités
La résolution 242 du Conseil de sécurité des Nations unies du 22 novembre 1967 exigeait « l'instauration d'une paix juste et durable au Proche-Orient » (Middle-East dans le texte en anglais).

## Nouvelle guerre d'usure
Les pays arabes adoptent la résolution de Khartoum en septembre 1967, définissant une ligne de conduite commune. La résolution contient notamment dans son paragraphe 3, ce qui est connu comme les « trois non » des relations israélo-arabes de l'époque :
1. pas de paix avec Israël,
2. pas de reconnaissance d'Israël,
3. pas de négociation avec Israël.

À partir du début de l'année 1969, de nouveaux combats eurent lieu entre l'Égypte et Israël le long du canal de Suez. Les Égyptiens s'appuyaient sur l'utilisation de l'artillerie dans des opérations de type soviétique[pas clair]. Les avions israéliens faisaient des incursions poussées en Égypte. Les États-Unis parvinrent à mettre un terme à ces hostilités en août 1970, mais malgré leurs efforts dans les négociations, ils n'obtinrent ni la réouverture du canal de Suez ni de désengagement militaire. Cette guerre d'usure trouva son apogée lors de la guerre du Kippour, en octobre 1973.

## Exode de300 000 Palestiniens

Camp de réfugiés à Jaramana en Syrie, géré par l'UNRWA.

Durant et après la guerre, environ 300 000 Palestiniens ont fui ou ont été déplacés de force de Cisjordanie et de la bande de Gaza vers les pays voisins tels que la Jordanie, le Liban et la Syrie. Certains se sont aussi réfugiés dans d'autres parties du monde arabe. Cet exode, connu sous le nom arabe de Al-Naksa (littéralement « la rechute »), a laissé plusieurs villages dévastés, tels qu'Imwas, Yalou (en), Beit Nouba, Surit, Beit Awwa, Beit Mirsim, Shuyukh, Jiftlik, Agarith et Nuseirat, qui ont été rasés au cours des opérations militaires. Les camps de réfugiés d'Aqabat Jabr et d'Ein Sulṭān ont également été vidés pendant cette période.
Cette dispersion de la population palestinienne a aggravé la crise des réfugiés palestiniens, qui persiste encore aujourd'hui.

## Autour de la guerre
- Opération Oiseaux : Un ancien agent du Mossad rapporte que le Maroc aurait apporté des informations stratégiques à propos des plans arabes de la guerre des six jours.